# Grand Ilet
Grand Ilet (en español: Islote Grande; también en francés: Grand-Îlet) es una pequeña isla deshabitada en el archipiélago de Les Saintes, parte del departamento de Ultramar francés de Guadalupe en la Antillas francesas.  Es administrativamente parte de la comuna de Terre-de-Haut.
Con una superficie de 48 hectáreas, el Islote Grande se encuentra a 1200 metros al sur de la isla de Terre-de-Haut.La isla mide aproximadamente 900 metros de este a oeste y 1.200 metros de norte a sur. Su punto más alto alcanza los 165 metros.
La isla es frecuentada por las tortugas, que vienen a reproducirse,  también por diversas especies de aves, y en sus playas se pueden encontrar cangrejos, por lo que desde 1994 es una área protegida.